# Liste des épisodes de Jujutsu Kaisen

Logo français de Jujutsu Kaisen.

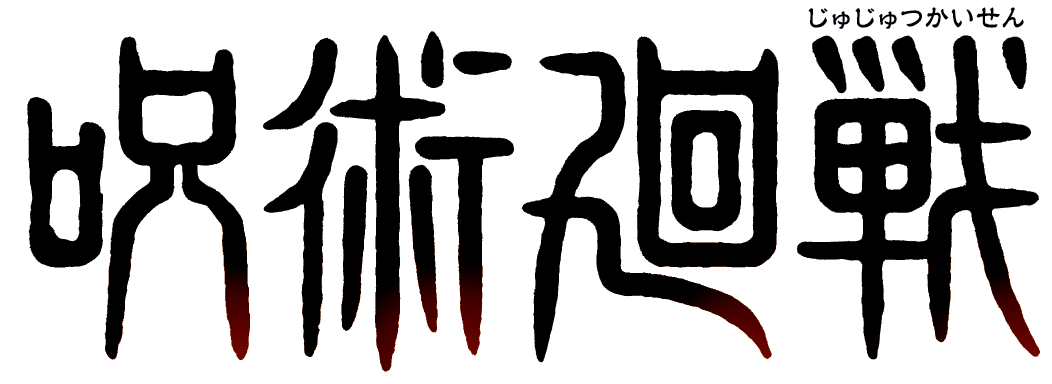
Logo japonais de Jujutsu Kaisen.

Cet article contient la liste des épisodes de l'anime Jujutsu Kaisen (呪術廻戦, litt. « Combat de sorcellerie »).

## Résumé
| Saisons | Saisons          | Nombre d'épisodes | Nombre d'épisodes  | Diffusion        | Diffusion        |
| Saisons | Saisons          | Nombre d'épisodes | Nombre d'épisodes  | Début de saison  | Fin de saison    |
| ------- | ---------------- | ----------------- | ------------------ | ---------------- | ---------------- |
|         | 1                | 24                | 24                 | 3 octobre 2020   | 27 mars 2021     |
|         | Jujutsu Kaisen 0 | Jujutsu Kaisen 0  | Jujutsu Kaisen 0   | 24 décembre 2021 | 24 décembre 2021 |
|         | 2                | 23                | 5                  | 6 juillet 2023   | 3 août 2023      |
| 18      | 2                | 23                | 1er septembre 2023 | 29 décembre 2023 |                  |

## Génériques

### Génériques de début
| Numéro | Titre                                 | Artiste         | Épisodes | 1re date de diffusion |
| ------ | ------------------------------------- | --------------- | -------- | --------------------- |
| 1.     | Kaikai Kitan (廻廻譚, Kaikai Kitan)   | Eve             | 1 à 13   | 3 octobre 2020        |
| 2.     | VIVID VICE                            | Who-ya Extended | 14 à 24  | 16 janvier 2021       |
| 3.     | Ao no Sumika (のすみか, Ao no Sumika) | Tatsuya Kitani  | 25 à 29  | 19 juillet 2023       |
| 4.     | SPECIALZ                              | King Gnu        | 30 à 47  | 6 septembre 2023      |

### Génériques de fin
| Numéro | Titre             | Artiste        | Épisodes | 1re date de diffusion |
| ------ | ----------------- | -------------- | -------- | --------------------- |
| 1.     | LOST IN PARADISE  | ALI feat. AKLO | 2 à 13   | 10 octobre 2020       |
| 2.     | give it back      | Cö Shu Nie     | 14 à 24  | 22 janvier 2021       |
| 3.     | Akari (燈, Akari) | Soshi Sakiyama | 25 à 29  | 19 juillet 2023       |
| 4.     | more than words   | Hitsujibungaku | 30 à 47  | 27 septembre 2023     |

## Épisodes

### Saison 1 (2020-2021)
| No | Titre français                       | Titre japonais              | Titre japonais                            | Date de 1re diffusion |
| No | Titre français                       | Kanji                       | Rōmaji                                    | Date de 1re diffusion |
| --- | ------------------------------------ | --------------------------- | ----------------------------------------- | --------------------- |
| 01 | Ryomen Sukuna                        | 両面 宿儺                   | Ryomen Sukuna                             | 3 octobre 2020        |
| [Chapitre 1] – Yuji Itadori est un lycéen avec un incroyable talent dans l'athlétisme. Avant de mourir, son grand-père lui conseille d'utiliser sa force pour aider les autres. Megumi Fushiguro, un étudiant de l'école d'exorcisme de Tokyo, est à la recherche d'un "objet maudit" : le doigt de Ryomen Sukuna, un puissant monstre surnaturel connu en tant que "fléau". Megumi piste Yuji, sentant des traces de l'énergie du fléau près de lui, avant de réaliser que ce sont les amis de Yuji qui possèdent le doigt. Ceux-ci étant attaqués par des fléaux, Megumi part les secourir et Yuji, se rappelant les dernières paroles de son grand-père, se joint à lui. Pour sauver tout le monde, Yuji mange le doigt et se retrouve possédé par l'esprit de Sukuna avant de reprendre le contrôle de son corps, à la surprise générale. Malgré cela, Megumi traite désormais Yuji comme un fléau et s'apprête à l'exorciser. |                                      |                             |                                           |                       |
| 02 | Pour moi-même                        | 自分のために                | Jibun no tameni                           | 10 octobre 2020       |
| [Chapitres 2-3] – Satoru Gojo, le professeur de Megumi, arrive avant que son élève n'exorcise Yuji. S'autoproclamant comme le plus fort des exorcistes, il bat facilement Sukuna. Voyant que Yuji est capable de garder le contrôle de son corps, Gojo lui explique que les dirigeants de l'école d'exorcisme veulent l'exécuter mais qu'il les a convaincu de lui donner un sursis. Au lieu d'être simplement exécuté, Yuji devra les aider à trouver les autres doigts indestructibles de Sukuna et les manger avant d'être exécuté afin de tuer définitivement le fléau. Yuji accepte et mange le 2e doigt. Gojo l'emmène à l'école d'exorcisme de Tokyo, ayant pour intention de l'entraîner aux côtés de ses autres élèves. |                                      |                             |                                           |                       |
| 03 | La bâtisseuse                        | 鉄骨娘                      | Tekkotsu musume                           | 17 octobre 2020       |
| [Chapitres 4-5] – Yuji, Megumi et Gojo rencontrent la troisième élève de seconde, Nobara Kugisaki. Gojo les emmène dans un immeuble occupé par des fléaux afin de mettre Nobara à l'épreuve. Celle-ci y découvre qu'un fléau retient un enfant en otage et se rend. Mais Yuji les sauve et Nobara exorcise le fléau. Un flashback révèle qu'elle avait une amie plus âgée nommée Saori qui a déménagé à la campagne, mais qui a été ostracisée par les habitants parce qu'elle était de la ville. Cela l'a convaincue de quitter sa propre ville pour se rendre à Tokyo. Un mois plus tard, les trois étudiants sont chargés d'exorciser un fléau de classe S dans un centre de détention ; mais l'un d'eux y laisse la vie. |                                      |                             |                                           |                       |
| 04 | Naissance de la matrice              | 呪胎戴天                    | Jutaitaiten                               | 24 octobre 2020       |
| [Chapitres 6-7-8] – Yuji, Megumi et Nobara enquêtent sur la présence d'un fléau dans un centre de détention. Kiyotaka Ijichi, le vice-principal de l'école d'exorcisme, place un rideau autour du bâtiment afin de les isoler des autres citoyens. Une fois entrés, les trois élèves s'aperçoivent que la prison s'est changée en un décor infini et que les détenus ont été sauvagement massacrés. Un fléau de classe S les attaque. Yuji reste pour gagner du temps afin que Megumi sauve Nobara et s'échappe. Yuji perd sa main gauche dans un combat entièrement dominé par le fléau et laisse donc Sukuna prendre le contrôle de son corps. Celui-ci se débarrasse facilement du fléau et régénère la main gauche de Yuji avant de prendre l'un de ses doigts qui était dans le cadavre du fléau. Sukuna attend ensuite que Yuji reprenne le contrôle de son corps comme initialement prévu mais à sa surprise et grande joie, Yuji n'y arrive pas. |                                      |                             |                                           |                       |
| 05 | Naissance de la matrice (2)          | 呪胎戴天 -弐-               | Jutaitaiten -ni-                          | 31 octobre 2020       |
| [Chapitres 8-9-10] – Sukuna affronte Megumi et arrache le cœur de Yuji afin qu'il meurt s'il venait à reprendre le contrôle. Sukuna bat facilement Megumi mais est intéressé par le potentiel du jeune exorciste. Megumi révèle que sa volonté de sauver les autres vient du fait que sa sœur est tombée dans le coma à cause d'un fléau et qu'il regrette pas d'avoir sauvé Yuji. Yuji reprend le contrôle de son corps et dit adieu à Megumi avant de mourir. Plus tard, les élèves de première Maki Zenin, Toge Inumaki et Panda informent Megumi et Nobara qu'ils participeront tous à un événement scolaire. En parallèle, trois fléaux rencontrent Suguru Geto, un exorciste qui prévoit de piéger Gojo et de recruter Sukuna. Alors que son corps est examiné par le docteur Shoko Ieiri, Yuji se réveille dans l'espace vital de Sukuna. |                                      |                             |                                           |                       |
| 06 | Après la pluie                       | 雨後                        | Ugo                                       | 7 novembre 2020       |
| [Chapitres 11-12-13] – Megumi et Nobara s'entraînent avec les premières pour le tournoi contre l'école-sœur de Kyoto. Au sein de son espace vital, Sukuna fait un arrangement avec Yuji afin que celui-ci récupère son cœur. Lorsque Sukuna dira "Pacte Éternel", Yuji devra céder le contrôle de son corps pendant une minute et Sukuna ne pourra pas blesser qui que ce soit. Le pacte est effacé de la mémoire de Yuji et celui-ci récupère son cœur. Il se réveille et Gojo demande à Shoko de garder secrète la résurrection de Yuji, étant au courant que les dirigeants de l'exorcisme ont organisé son meurtre accidentel. Il commence à entraîner Yuji au maniement de l'énergie occulte. En parallèle, Geto explique à Jogo le mode d'emploi de la Lisière du Supplice, un objet maudit de classe S capable de sceller Gojo, étant donné que celui-ci est trop puissant pour être vaincu de manière conventionnelle. Mais Jogo préfère se débarrasser de Gojo lui-même et agresse l'exorciste alors qu'il est en route pour rencontrer le principal de l'école d'exorcisme. |                                      |                             |                                           |                       |
| 07 | Attaque surprise                     | 急襲                        | Kyūshū                                    | 14 novembre 2020      |
| [Chapitres 13-14-15-16] – Après les multiples échecs de Jogo à tuer Gojo, ce dernier explique son pouvoir : il peut manipuler la vitesse et l'énergie occulte autour de lui pour créer un "infini" qui ralentit toutes les attaques avant qu'elles puissent le toucher ; en clair, aucune attaque le peut le toucher. Gojo part chercher Yuji et retourne sur le lieu de l'affrontement contre Jogo et explique à son élève le concept d'Extension du Territoire lorsque le fléau déploie la sienne. Gojo lance ensuite sa propre extension, la Sphère de l'espace infini, et détruit facilement l'extension de Jogo avant de le décapiter. Avant d'avoir pu interroger Jogo, Gojo est surpris par l'arrivée de Hanami qui sauve la tête de Jogo avant de s'enfuir. Geto, Hanami et Jogo rejoignent leur planque où ils retrouvent un nouveau fléau, Mahito. À la suite de la défaite de Jogo, ils s'accordent tous pour utiliser la Lisière du Supplice sur Gojo, le 31 octobre à Shibuya.                                                                                           |                                      |                             |                                           |                       |
| 08 | Ennui                                | 退屈                        | Taikutsu                                  | 21 novembre 2020      |
| [Chapitres 16-17-18] – Nobara et Megumi rencontrent les élèves de l'école de Kyoto qu'ils vont affronter lors du tournoi, dont Mai Zenin, une élève de première qui est la sœur jumelle de Maki, et Aoi Todo, un élève de terminale. Todo défie Megumi en duel et le bat sans difficulté avant d'être stoppé par Panda et Toge. Maki révèle à Nobara qu'elle ne peut pas utiliser d'énergie occulte et doit se servir d'objets maudits pour le combat. Gojo accuse le principal de l'école de Kyoto, Yoshinobu Gakuganji, d'avoir envoyé Yuji, Megumi et Nobara à la mort contre le fléau de classe S au centre de détention. Il l'informe ensuite à propos de Jogo, Sukuna et des talents tels que Yuji et Yuta Okkotsu, l'informant qu'une révolution est proche. Un mois plus tard, Mahito tue trois lycéens dans un cinéma avant d'être confronté à un adolescent qui peut le voir. |                                      |                             |                                           |                       |
| 09 | Petit poisson et retour de bâton     | 幼魚と逆罰                  | Yōgyo to Sakabachi                        | 28 novembre 2020      |
| [Chapitres 19-20-21] – Junpei Yoshino fait l'école buissonnière afin d'aller voir des films et remarque que ses harceleurs ont le visage défiguré et sont à l'agonie. Il poursuit leur assassin, Mahito, et lui demande comment se servir de l'énergie occulte. Mahito lui enseigne sa philosophie sadique à propos de l'humanité, étant un fléau né de la haine des humains. Yuji et Kento Nanami, un exorciste de classe 1, sont dépêchés pour enquêter au cinéma et rencontrent deux fléaux. Yuji révèle son pouvoir : utiliser de l'énergie occulte pour amplifier la puissance de ses coups. Nanami se rend compte que les fléaux qu'ils ont vaincu sont en fait des humains altérés. Il envoie donc Yuji et Ijichi à la recherche de Junpei pendant qu'il affronte Mahito. |                                      |                             |                                           |                       |
| 10 | Altération absolue                   | 無為転変                    | Mui tenpen                                | 5 décembre 2020       |
| [Chapitres 21-22-23] – Mahito explique son idéologie à Junpei : en tant que fléau capable de modifier jusqu'à la forme de l'âme d'une personne, il voit les gens comme jetables. Junpei, content qu'on lui dise de tuer sans ressentir de culpabilité, affronte son professeur, qui a laissé d'autres élèves le harceler sans rien dire. Il s'apprête à le tuer quand Yuji l'interrompt. Nanami affronte Mahito dans les égouts et, durant leur combat, il réalise que les humains altérés par le fléau sont toujours vivants, conscients et souffrants de leur nouvelle forme. Nanami entre dans ses heures supplémentaires et il utilise sa pleine puissance, à la surprise de Mahito. |                                      |                             |                                           |                       |
| 11 | Intransigeance                       | 固陋蠢愚                    | Korōshungu                                | 12 décembre 2020      |
| [Chapitres 23-24-25] – Nanami gagne son duel contre Mahito mais le fléau est capable de survivre en manipulant son âme afin de changer de forme. Yuji se lie avec Junpei avec une passion commune pour les films. Après un dîner avec la mère de Junpei, Yuji dit à Junpei qu'il ne veut pas tuer parce qu'il pense que cela lui ferait moins valoriser les vies humaines et les relations. La mère de Junpei est tuée pendant la nuit lorsqu'un doigt de Sukuna, mis chez elle par Mahito, attire des fléaux. Mahito convainc Junpei que l'un de ses harceleurs, Shota Ito, est à l'origine de la mort de sa mère, prévoyant d'attirer Yuji afin de recruter Sukuna. Yuji arrive au lycée de Junpei juste avant que Junpei puisse tuer Ito. |                                      |                             |                                           |                       |
| 12 | Pour toi, un jour                    | いつかの君へ                | Itsuka no kimi e                          | 19 décembre 2020      |
| [Chapitres 26-27-28-29] – Pensant que les humains n'ont pas de cœur à la suite de tout ce qu'il a traversé, Junpei affronte Yuji en utilisant son pouvoir, une méduse qui empoisonne tout ce qu'elle touche. Yuji tente de convaincre Junpei de venir à l'école d'exorcisme, lui disant que des professeurs peuvent l'aider. Mahito arrive et Junpei se rend compte qu'il a été manipulé par le fléau avant de se faire transformer en humain altéré. Yuji demande à Sukuna de l'aider mais celui-ci refuse, se moquant même de lui aux côtés de Mahito. Junpei supplie Yuji de l'aider avant de mourir et, réalisant qu'il ne peut pas sauver tout le monde, Yuji attaque Mahito dans une crise de rage. Ses coups de poing atteignent à la fois le corps et l'âme du fléau, qui tente d'altérer le corps de Yuji mais Mahito est interrompu par Sukuna, qui le menace de le tuer s'il le touche encore une fois. |                                      |                             |                                           |                       |
| 13 | À demain                             | また明日                    | Mata Ashita                               | 26 décembre 2020      |
| [Chapitres 29-30-31] – Nanami et Yuji trouvent le point faible de Mahito et le battent. Le fléau, sur le point de perdre, libère son extension du territoire et piège Nanami à l'intérieur. Pensant qu'il va mourir, Nanami songe à ce qu'il l'a convaincu de rejoindre les exorcistes. Il a travaillé dans une entreprise sans signification, ce qui lui a laissé le sentiment qu'il n'avait aucune raison de vivre. Un jour, il a aidé une boulangère en exorcisant le fléau qui s'accrochait à elle. Voir sa gratitude l'a inspiré à aider les autres à gagner sa vie. Yuji entre dans le territoire de Mahito en brisant la barrière de l'extérieur. En conséquence, Mahito touche accidentellement l'âme de Sukuna une seconde fois, qui le punit en le laissant gravement blessé et Mahito s'enfuit. Un Yuji en détresse dit à Nanami qu'il a dû tuer une personne aujourd'hui, et promet de ne plus jamais perdre. |                                      |                             |                                           |                       |
| 14 | Le tournoi - épreuve par équipes (0) | 京都姉妹校交流会－団体戦⓪－ | Kyōto shimai-kō kōryū-kai－dantai-sen ⓪－ | 16 janvier 2021       |
| [Chapitres 32-33] – Geto prévoit son prochain plan avec Jogo, qui a régénéré son corps, et Mahito. Geto déclare qu'ils vont continuer à chercher tous les autres doigts de Sukuna afin de le ressusciter sous sa puissance maximale, et prévoyant d'attaquer l'école d'exorcisme de Tokyo, qui en possède plusieurs. L'école de Kyoto arrive pour le tournoi et Yuji révèle qu'il a survécu, à la surprise de ses amis. Le tournoi se déroulera en deux étapes, la première étant un affrontement entre les deux écoles. Les élèves de Kyoto, sur les ordres du principal Gakuganji, prévoient de tuer Yuji en faisant passer ça pour un accident, étant donné que Yuji est l'hôte de Sukuna. Gojo révèle au professeur de l'école de Kyoto, Utahime Iori, qu'il suspecte un membre de l'école de Tokyo d'être un traître. |                                      |                             |                                           |                       |
| 15 | Le tournoi - épreuve par équipes (1) | 京都姉妹校交流会－団体戦①－ | Kyōto shimai-kō kōryū-kai－dantai-sen ①－ | 23 janvier 2021       |
| [Chapitres 34-35-36] – Les élèves de Kyoto commencent par attaquer Yuji mais des flashbacks révèlent que les élèves de Tokyo avaient prévu que leurs camarades se concentreraient sur Yuji. Ils décident de diviser l'affrontement en plusieurs duels. Yuji affronte Todo, un spécialiste du corps-à-corps, qui refuse de tuer Yuji, à l'inverse de ses camarades. Après que Yuji a correctement répondu à l'une de ses questions, Todo commence à avoir des visions fantaisistes d'eux en tant que vieux amis. Megumi est attaqué par Noritoshi Kamo tandis que Kasumi Miwa se prépare à affronter Maki. |                                      |                             |                                           |                       |
| 16 | Le tournoi - épreuve par équipes (2) | 京都姉妹校交流会－団体戦②－ | Kyōto shimai-kō kōryū-kai－dantai-sen ②－ | 30 janvier 2021       |
| [Chapitres 37-38-39-40] – Todo apprend à Yuji comment se servir de l'énergie occulte pendant qu'ils s'affrontent. Nobara est assommée par un tir de sniper non-létal de Mechamaru. Panda commence à l'affronter et son passé et sa technique sont révélées. "Panda" contient trois personnalités dans son corps et peut changer la personnalité active en fonction du combat. Mechamaru révèle qu'il est un jeune exorciste qui contrôle le robot à distance grâce à une grande quantité de pouvoir occulte tandis que son véritable corps est invalide. L'une des personnalités de Panda, "Gorille", remporte le duel contre Mechamaru. |                                      |                             |                                           |                       |
| 17 | Le tournoi - épreuve par équipes (3) | 京都姉妹校交流会－団体戦③－ | Kyōto shimai-kō kōryū-kai－dantai-sen ③－ | 6 février 2021        |
| [Chapitres 40-41-42] – Miwa est battue par Maki après l'avoir sous-estimée par rapport à son manque d'énergie occulte. Nobara affronte Momo Nishimiya mais lorsqu'elle est sur le point de gagner son duel, elle est assommée par un tir du revolver de Mai. Maki décide d'affronter sa sœur et des flashbacks révèlent que les jumelles ont souffert au sein du clan Zenin. Maki quitta le clan afin de devenir une puissante exorciste capable de diriger un jour le clan tandis que Mai est restée et a été forcée de devenir exorciste contre sa volonté, détestant sa sœur pour l'avoir abandonnée. Mai utilise sa technique afin de créer une balle à partir de son pouvoir occulte mais Maki l'attrape avec sa main, révélant que son manque de pouvoir occulte lui a permis d'avoir une force surhumaine, expliquant son talent. Ayant toutes les deux perdu, Mai et Nobara sont éliminées. |                                      |                             |                                           |                       |
| 18 | Le sage                              | 賢者                        | Kenja                                     | 13 février 2021       |
| [Chapitres 43-44-45-46] – Miwa est éliminée après que Toge l'ait appelé au téléphone et lui ait ordonné de s'endormir. Toge est alors surpris par l'apparition de Hanami, dont l'apparition met instantanément fin au tournoi. Megumi et Noritoshi sont encore en train de se battre quand ils voient Toge fuir et leur ordonner de s'échapper mais les trois voient la sortie bloquée par le fléau. Les alliés de Hanami placent une barrière autour de la zone qui empêche Gojo d'y pénétrer, tandis que les autres exorcistes s'apprêtent à affronter Hanami et ses alliés. |                                      |                             |                                           |                       |
| 19 | Rayon noir                           | 黒閃                        | Kokusen                                   | 20 février 2021       |
| [Chapitres 46-47-48-49] – Les attaques de Toge, Megumi, Noritoshi et Maki ne font rien à Hanami qui est sur le point d'étrangler à mort Maki quand Todo et Yuji interviennent. Tandis que Panda et Momo mettent leurs camarades à l'abri, Todo et Yuji affrontent le fléau. Yuji utilise la technique du Rayon Noir qu'il a apprise de Todo et Hanami libère son deuxième bras pour les combattre tous les deux. |                                      |                             |                                           |                       |
| 20 | Hors-norme                           | 規格外                      | Kikaku-gai                                | 27 février 2021       |
| [Chapitres 50-51-52] – Todo révèle sa technique : Boogie Woogie, qui consiste à échanger la position de deux objets ou personnes en tapant dans ses mains grâce à l'énergie occulte. Il l'utilise en tandem avec Yuji et ses rayons noirs pour battre Hanami. Le fléau s'apprête à libérer son extension du territoire mais la barrière est brisée par Gojo. Après avoir arraché les membres de Juzo, l'un des alliés de Hanami, Gojo lance sa technique "Violet" en direction du fléau sur le point de s'échapper, ravageant la moitié de la forêt. Ailleurs, Mahito est maintenant en possession d'un des doigts de Sukuna. |                                      |                             |                                           |                       |
| 21 | Le match de base-ball                | 呪術甲子園                  | Jujutsu kōshien                           | 6 mars 2021           |
| [Chapitres 53-54] – Hanami est parvenu à survivre à l'attaque de Gojo. Mahito révèle que l'attaque était une ruse le temps de distraire Gojo afin qu'il puisse voler six doigts de Sukuna ainsi que les trois premiers "Fœtus des neuf phases". Geto rappelle à ses alliés de se concentrer sur le plan du 31 octobre à Shibuya, insistant sur le fait de ne blesser aucun élève de l'école d'exorcisme car Sukuna est intéressé par l'un d'eux (Megumi) et risque de faire échouer leurs plans si quelque chose lui arrive. En dépit de ce qui est arrivé, Gojo insiste pour continuer le tournoi et met en place une partie de baseball, permettant aux élèves d'avoir un peu de temps libre. |                                      |                             |                                           |                       |
| 22 | Instinct grégaire                    | 起首雷同                    | Kishu raidō                               | 13 mars 2021          |
| [Chapitres 55-56] – Megumi, Nobara et Yuji sont envoyés enquêter sur des morts mystérieuses en rapport avec l'ancien collège de Megumi, le collège Urami Higushi de Saitama. Ils découvrent que les morts sont causées par un fléau et que la demi-sœur de Megumi toujours dans le coma, Tsumiki, pourrait être la prochaine victime s'ils n'exorcisent pas le fléau. En parallèle, Mahito et Geto raniment l'un des Fœtus des neuf phases en vue d'accomplir leurs objectifs. |                                      |                             |                                           |                       |
| 23 | Instinct grégaire (2)                | 起首雷同 -弐-               | Kishu raidō -ni-                          | 20 mars 2021          |
| [Chapitres 57-58-59] – Deux des Fœtus des neuf phases apparaissent et séparent Yuji et Nobara de Megumi, le laissant seul face à un fléau de classe S. Il se retrouve rapidement à sa limite physique, avant de se rappeler les paroles d'encouragement de Gojo, qui l'encouragent à libérer son extension du territoire : Jardin des ombres. Après avoir vaincu le fléau, Megumi récupère le doigt de Sukuna qui était dans son corps et repense à la vie qu'il menait avec sa sœur. Yuji, à la poursuite de Kechizu, tombe sur Nobara et Eso. Ce dernier, qui voulait cacher son dos, est découvert et se prépare à les attaquer. |                                      |                             |                                           |                       |
| 24 | Complices                            | 共犯                        | Kyōhan                                    | 27 mars 2021          |
| [Chapitres 60-61-62-63] – Yuji et Nobara affrontent Eso et Kechizu qui tentent de les infecter avec leur sang empoisonné. Yuji est immunisé grâce à la présence de Sukuna et Nobara utilise sa technique pour partager sa malédiction avec les deux frères. Yuji et Nobara exorcisent leurs adversaires mais culpabilisent d'avoir tué des êtres humains. Le frère d'Eso et Kechizu, Choso, ressent leur mort et Geto l'informe qu'ils ont été tués par Yuji et Nobara. Ceux-ci retrouvent un Megumi endormi avec le doigt de Sukuna. Une fois réveillé, il prévient Yuji de ne pas manger le doigt mais Sukuna le mange avant qu'ils ne puissent réagir. Deux jours plus tard, Gojo parle avec Utahime du traitre à l'école et envoie un virement à une autre exorciste, Mei Mei. Celle-ci et Todo rencontrent Gakuganji afin de lui recommander de promouvoir Yuji, Megumi, Nobara, Maki et Panda en tant qu'exorcistes de classe 1. |                                      |                             |                                           |                       |

### Saison 2 (2023)
| No | Titre français                  | Titre japonais | Titre japonais         | Date de 1re diffusion |
| No | Titre français                  | Kanji          | Rōmaji                 | Date de 1re diffusion |
| --- | ------------------------------- | -------------- | ---------------------- | --------------------- |
| 01 (25) | Trésor caché                    | 懐玉           | Kaigyoku               | 6 juillet 2023        |
| [Chapitres 65-66] – En 2006, Utahime Iori, alors élève de terminale, et Mei Mei ont pour tâche d'enquêter au sein d'une maison hantée dans laquelle plusieurs personnes semblent avoir disparu. À l'intérieur, elles se rendent compte qu'elles sont piégées dans un couloir infini créé par un fléau. Alors qu'elles sont sur le point de s'échapper, elles sont secourues par Satoru Gojo, Suguru Geto et Shoko Ieiri, tous trois élèves de première. Gojo et Geto se débarrassent facilement du fléau mais sont réprimandés par leur professeur, Masamichi Yaga. Après un désaccord vis-à-vis de la relation entre exorcistes et non-exorcistes, Gojo et Geto sont assignés à la protection du Plasma stellaire. Tous les 500 ans environ, Tengen, qui régit l'exorcisme au Japon, doit fusionner avec une personne connue sous le nom de "Plasma stellaire" afin de contrebalancer sa technique d'immortalité qui pourrait la faire évoluer au-delà d'une humaine. L'actuel plasma stellaire, Riko Amanai, est ciblée par deux groupes : le groupe de maîtres des fléaux "Q" et un groupe religieux, le "Culte Astral". En route pour rejoindre Riko, Gojo et Geto sont attaqués par des membres de "Q" et Geto sauve Riko. En parallèle, conscients qu'ils ne peuvent pas affronter les deux meilleurs exorcistes de l'école de Tokyo, le Culte Astral engage un assassin, Toji Zenin, qui utilise maintenant le nom de sa femme, Fushiguro. |                                 |                |                        |                       |
| 02 (26) | Trésor caché (2)                | 懐玉－弐－     | Kaigyoku -Ni-          | 13 juillet 2023       |
| [Chapitres 67-68-69] – Gojo et Geto se débarrassent facilement de leurs adversaires de Q et font la connaissance de Riko et de sa servante, Misato Kuroi. Bien qu'ils ont l'intention de l'emmener à l'école d'exorcisme, ils laissent Riko aller en cours pour une journée, obéissant aux ordres de Tengen de suivre les souhaits de la jeune femme. Pendant ce temps, Toji, sachant qu'il n'a aucune chance face à Gojo pour l'instant, décide d'attendre et de laisser d'autres personnes l'affronter pour l'instant, grâce à une prime de 30 millions de yen sur la tête de Riko pour les motiver. Geto et Kuroi font face à plusieurs maîtres des fléaux tandis que Gojo sauve Riko d'un adversaire capable de créer des clones de lui-même. Après que Gojo l'ait battu, Riko reçoit un message indiquant que Kuroi a été capturée. |                                 |                |                        |                       |
| 03 (27) | Trésor caché (3)                | 懐玉－参－     | Kaigyoku -San-         | 20 juillet 2023       |
| [Chapitres 70-71-72] – Après avoir appris la capture de Kuroi par le Culte Astral, Gojo, Geto et Riko foncent à la base de leurs ennemis à Okinawa afin de la sauver. Ils décident ensuite de passer le temps à attendre la limite de la prime en restant sur l'île. Gojo les laisse même profiter plus longtemps, bien que Geto soit inquiet de la surutilisation du Sixième œil que son ami utilise depuis deux jours sans repos. Ils retournent ensuite à l'école d'exorcisme afin de se préparer pour l'assimilation mais sont attaqués par Toji, qui cible Gojo par surprise. Gojo décide de le retenir tandis que Geto emmène Riko et Kuroi vers Tengen. Durant leur duel, Gojo remarque que Toji n'a pas une once d'énergie occulte, contrairement à un humain normal, indiquant qu'il possède un serment inné qui améliore ses capacités physiques. Se servant d'une nuée de fléaux insectoïdes ainsi que d'un objet maudit de classe S qui permet de désactiver les sorts, Toji parvient à vaincre Gojo et l'attaque sauvagement à la gorge et à la poitrine, le laissant pour mort. Pendant ce temps, Riko dit adieu à Kuroi et Geto lui laisse le choix de rejeter l'assimilation par Tengen, ayant auparavant décidé avec Gojo d'aller contre la volonté de Tengen si c'est ce que souhaite Riko. Celle-ci admet qu'elle veut vivre comme une personne ordinaire et, alors qu'elle veut s'approcher de Geto, Toji lui tire une balle dans la tête. Geto est choqué et, après que Toji se soit vanté d'avoir tué Gojo, libère ses fléaux pour combattre.                     |                                 |                |                        |                       |
| 04 (28) | Trésor caché (4)                | 懐玉－肆－     | Kaigyoku -Shi-         | 27 juillet 2023       |
| [Chapitres 73-74-75-76] – Geto utilise ses fléaux pour combattre afin de venger Riko et Gojo mais Toji parvient à esquiver et contrer chaque attaque. Il explique même comment il a été capable de s'infiltrer avec son propre fléau de compagnie. Geto tente d'absorber le fléau de Toji mais échoue, permettant à celui-ci de le vaincre en le blessant gravement. Toji emmène ensuite le cadavre de Riko au Culte Astral, où les dirigeants expliquent comment leur groupe a évolué au fil des années et leur obsession pour Tengen. En quittant les lieux, Toji est surpris par le retour de Gojo, qui a survécu grâce à la technique d'inversion. Semblant bourré et au bord de la folie, Gojo est maintenant capable d'esquiver et contrer tout ce que Toji lui envoie grâce aux nouvelles applications de sa technique de l'Infini. Après avoir été frappé par "Violet", Toji a perdu toute la partie gauche de son corps et, avant de succomber de ses blessures, révèle à Gojo que son fils, Megumi, sera bientôt vendu au clan Zenin. Geto, qui a été soigné par Shoko, accoure à l'église et trouve Gojo qui porte le corps de Riko, qui lui demande s'il faut tuer tous les non-exorcistes du culte présents. Geto dit non, mais cette pensée continue de persister dans sa tête. |                                 |                |                        |                       |
| 05 (29) | Mort prématurée                 | 玉折           | Gyokusetsu             | 3 août 2023           |
| [Chapitres 76-77-78-79] – Un an plus tard, Gojo est devenu si doué avec sa technique qu'il est considéré comme le plus puissant des exorcistes et est envoyé sur des missions en solo. De son côté, Geto est de plus en plus isolé avec ses sentiments contradictoires. Après avoir parlé avec Yu Haibara, il rencontre Yuki Tsukumo, une exorciste de classe S, qui lui révèle son désir de voir un monde débarrassé des fléaux créés par l'énergie occulte des non-exorcistes. Geto réalise qu'il est potentiellement possible de tuer les non-exorcistes et les forcer à s'adapter. Après que Haibara ait été tué lors d'une mission et qu'il ait trouvé deux jeunes exorcistes abusées dans un village, Geto prend sa décision et massacre tous les habitants du village. Après ça, Geto est considéré comme maître des fléaux et condamné à mort, ce qui choque Gojo. Celui-ci confronte Geto qui lui révèle son plan, ayant également tué ses parents et se servant de la puissance incroyable de Gojo comme motivation pour atteindre ses objectifs. Gojo tente de l'arrêter mais le laisse finalement partir. Geto prend possession du Culte Astral qu'il renomme tandis que Gojo fait la connaissance de Megumi afin de le protéger du clan Zenin. De retour au présent, Gojo se réveille et est accueilli par Yuji, Megumi et Nobara. |                                 |                |                        |                       |
| 06 (30) | C'est bien ce que tu crois      | そういうこと   | Sō iu koto             | 1er septembre 2023    |
| [Chapitres 64-79-80] – Aoi Todo et Mei Mei ont suggéré aux dirigeants de l'exorcisme de promouvoir Yuji Itadori, Megumi Fushiguro, Nobara Kugisaki, Maki Zenin et Panda en tant qu'exorcistes de classe 1. Désormais, ceux-ci se verront assigner plusieurs missions pour gagner ce titre. Pendant un shopping, Nobara est approchée par Yuko Ozawa, une ancienne camarade de Yuji envers qui elle a un faible. Elle invite Megumi pour discuter avec Yuko à propos de Yuji et ils la persuadent de l'inviter à sortir. Après que Yuji soit parvenu à la reconnaître en dépit de son énorme changement d'apparence, elle décide de ne pas avouer ce qu'elle ressent pour se concentrer sur ses sentiments. Peu après, le trio rencontre Utahime pour discuter du traitre au sein de l'école d'exorcisme qui travaille avec le groupe de Geto : Mechamaru, de son véritable nom Kokichi Muta. Ils se rendent chez Kokichi mais trouvent un dépôt abandonné, ce qui confirme la théorie d'Utahime. Ailleurs, Kokichi est confronté par Geto et Mahito, avec qui il a fait un pacte afin d'obtenir un corps valide grâce à l'Altération absolue de Mahito. Après avoir eu ce qu'il voulait, Kokichi se retourne contre Geto et Mahito car ceux-ci ont attaqué les élèves de Kyoto lors du tournoi. Mahito et Kokichi s'affrontent en duel ; ce dernier révèle un Mechamaru Ultimate géant, ayant fermement l'intention d'exorciser Mahito avant de prévenir Gojo à propos des plans de Geto et son groupe pour Halloween à Shibuya.                                                        |                                 |                |                        |                       |
| 07 (31) | La veille de la fête            | 宵祭り         | Yoimatsuri             | 8 septembre 2023      |
| [Chapitres 80-81-82-83] – Kokichi utilise ses 16 années de stockage d'énergie occulte pour battre Mahito à l'intérieur de son Mechamaru Ultimate. Mahito est capable d'éviter et de se régénérer de la plupart des attaques grâce à son altération mais Kokichi se sert d'un missile d'énergie occulte qui blesse directement Mahito, détruisant une partie de son âme. Mahito libère son extension du territoire, piégeant Kokichi mais avant d'avoir pu être affecté par le sort de son adversaire, celui-ci lance un autre missile d'énergie occulte, qui se révèle être un territoire simple. Le territoire de Mahito est détruit et le fléau semble vaincu mais celui-ci simula sa mort afin d'atteindre Kokichi par surprise et le tue. Pendant ce temps, Miwa parle à "Mechamaru", de la façon dont elle veut mieux connaître tout le monde. Plusieurs jours plus tard, le soir d'Halloween à Shibuya, un rideau entoure la cité et piège tous les citoyens à l'intérieur. Plusieurs d'entre eux sont bloqués dans la station de métro tandis que les autres doivent demander à Satoru Gojo de les libérer. Plusieurs équipes d'exorcistes sont dépêchées aux entrées du rideau, se préparant à intervenir tandis que Gojo entre à l'intérieur de la zone. |                                 |                |                        |                       |
| 08 (32) | Le drame de Shibuya             | 渋谷事変       | Shibuya jihen          | 15 septembre 2023     |
| [Chapitres 83-84-85-86-87] – Gojo entre dans un métro bondé de civils où il affronte Jogo, Hanami et Choso. Dans le même temps, Yuji accompagne Mei Mei et son frère Ui Ui à la recherche d'un deuxième rideau. Ils font face à plusieurs humains altérés, indiquant que Mahito se trouve ici. Yuji est déterminé à affronter le fléau, laissant à Mei Mei et Ui Ui le soin de s'occuper des humains altérés. Yuji découvre un fléau criquet qui protège le deuxième rideau et l'exorcise. Yuji, Mei Mei et Ui Ui se retrouvent dans le métro et découvrent que Mahito et la plupart des civils ont disparu. Suivant les conseils de Geto, Jogo se sert des civils pour distraire Gojo. Avec Hanami, il se sert du prolongement du territoire qui lui permet d'annuler la technique de Gojo, le forçant à esquiver leurs coups. Gojo enlève son bandeau et se prépare à les affronter sérieusement. Jogo se remémore les instructions de Geto à tenir occupé Gojo pendant 20 minutes le temps qu'il prépare la Lisière du Supplice. |                                 |                |                        |                       |
| 09 (33) | Le drame de Shibuya - Ouverture | 渋谷事変 開門  | Shibuya jihen kaimon   | 22 septembre 2023     |
| [Chapitres 85-88-89-90] – Jogo et Hanami combattent Gojo en combat rapproché tandis que Choso attaque à distance. Se servant d'une ruse, Gojo parvient à isoler Hanami contre un mur et à l'annihiler grâce à son infini. Choqué, Jogo prend ses distances en gardant Gojo occupé. Mahito rejoint le combat avec un train rempli de centaines d'humains altérés qui provoque un immense chaos parmi les civils. Poussé dans ses retranchements, Gojo libère son extension du territoire pendant 0,2 secondes, immobilisant tous ses adversaires en minimisant les dommages que subissent les civils. Gojo se sert de cette ouverture de 299 secondes pour éliminer le millier d'humains altérés présents, le laissant à bout de souffle. À cet instant, il fait face à la Lisière du Supplice mais avant de pouvoir échapper à la portée de l'objet maudit, il est salué par Geto. Choqué de voir son meilleur ami encore en vie, il se remémore tous les moments passés avec lui. Cela donne assez de temps à la Lisière pour piéger Gojo. Avant d'être scellé, Gojo refuse de croire que celui qui lui fait face est le véritable Geto. "Geto" détache les coutures sur sa tête et révèle un mystérieux cerveau avec une bouche à l'intérieur de son crâne. En réalité, cet individu a implanté son cerveau dans le corps de Geto après les événements de Jujutsu Kaisen 0 afin de pouvoir utiliser sa technique nécessaire pour ses plans. Pendant ce temps, un appareil de communication s'accroche à l'oreille de Yuji, se révélant être Mechamaru, qui l'informe du sort de Gojo. |                                 |                |                        |                       |
| 10 (34) | Confusion                       | 混乱           | Konran                 | 29 septembre 2023     |
| [Chapitres 91-92-93] – Avant d'être scellé, Gojo s'adresse au véritable Geto, provoquant donc la main de Geto à étrangler sa gorge, ce qui surprend et amuse "Pseudo-Geto". La Lisière du Supplice se ferme, y enfermant Gojo. Dans le même temps, Mechamaru révèle à Yuji et Mei Mei ce qu'il vient de se passer, expliquant qu'il a créé plusieurs marionnettes au cas où il mourait. Mei Mei et Ui Ui restent dans le métro pour y affronter les maîtres des fléaux tandis que Yuji retourne à la surface informer les autres exorcistes. Les autres équipes rentrent à l'intérieur du premier rideau quand Ijichi est attaqué par Haruta Shigemo. Yuji hurle depuis le haut d'un toit, prévenant Nanami et les autres équipes que Gojo s'est fait scellé. Pendant ce temps, la Lisière du Supplice est perturbée par la puissance de Gojo, forçant Pseudo-Geto et son groupe à attendre que ça se stabilise. Les fléaux se disputent à propos du sort de Yuji ; Mahito et Choso veulent le tuer tandis que Jogo veut ressusciter Sukuna. Pour se départager, Mahito propose une course pour voir qui va le trouver en premier. Après que ceux-ci soient partis, les sœurs Hasaba confrontent Pseudo-Geto en lui demandant de leur rendre le corps de Geto mais celui-ci les ignore. Nanami, Megumi et Ino rejoignent Yuji afin de détruire les rideaux restants à Shibuya. |                                 |                |                        |                       |
| 11 (35) | Invocation de l'âme             | 降霊           | Kōrei                  | 6 octobre 2023        |
| [Chapitres 94-95-96-97] – Yuji, Megumi et Ino enquêtent sur le rideau qui empêche les exorcistes d'entrer et, en raison de sa force, en déduit que les rideaux sont protégés quelque part à l'air libre, ce qui s'avère être la tour centrale de Shibuya. Ils affrontent les trois maîtres des fléaux situés sur le toit de la tour. Yuji et Megumi font face à celui qui protège le rideau tandis qu'Ino se charge des deux autres. Les maîtres des fléaux se rappellent comment la naissance de Gojo a perturbé le monde occulte en raison de sa puissance. Ino se sert de sa technique contre ses deux adversaires, une vieille femme et son petit-fils. Celui-ci protège sa grand-mère le temps qu'elle accomplisse un rituel, transformant le petit-fils en Toji Zenin. Avec la force de Toji, le jeune homme bat aisément Ino. Pendant ce temps, l'adversaire de Yuji et Megumi semble pouvoir encaisser toutes leurs attaques. En se servant de la technique des Dix Ombres, Megumi devine le pouvoir du maître des fléaux, "Vice-versa", qui lui permet d'inverser la puissance des attaques puissantes. Yuji et Megumi chargent sur lui en enchaînant des attaques faibles et des attaques fortes, surpassant leur adversaire qui se retrouve vaincu. |                                 |                |                        |                       |
| 12 (36) | Lame émoussée                   | 鈍刀           | Dontō                  | 13 octobre 2023       |
| [Chapitres 98-99-100-101] – Nanami découvre le corps d'Ijichi et le met à l'abri. Yuji et Megumi détruisent le deuxième rideau. Ils sauvent ensuite Ino après que celui-ci est tombé de la tour centrale. Megumi part le mettre à l'abri tandis que Yuji part retrouver Nanami. Dans le même temps, l'âme de Toji prend le contrôle du corps du petit-fils et tue la grand-mère qui l'a invoqué. Ailleurs, Nobara et Akari Nitta se séparent de Maki et Naobito Zenin quand elles sont confrontées par Haruta. Nobara tente de le retenir pour laisser Akari s'échapper mais Haruta les bat facilement. Avant qu'il ne puisse achever Akari, Nanami fait son apparition et résiste à chaque attaque d'Haruta et le bat brutalement. Il dit aux deux femmes d'attendre tandis qu'il se rend dans le métro avec Maki et Naobito. Dans le métro, Mei Mei et Ui Ui battent leurs adversaires avant de tomber sur Pseudo-Geto, qui invoque un fléau de classe S pour les occuper : le Dieu de la variole. En parallèle, Yuji arrive de nouveau dans le métro et tombe sur Choso, qui engage directement le combat pour venger ses frères. |                                 |                |                        |                       |
| 13 (37) | Les écailles rouges             | 赫鱗           | Sekirin                | 20 octobre 2023       |
| [Chapitres 100-101-102-103-104-105-106] – Avant sa rencontre avec Choso, Yuji croise des civils qui se font attaquer par des fléaux jusqu'à ce que Toge arrive pour s'en occuper. Choso attaque en se servant de sa technique, "Sang Perforant", prenant Yuji au dépourvu et lui perçant le bras gauche. Choso demande à son adversaire les dernières paroles de ses frères, Yuji lui révèle qu'ils ont pleuré avant de mourir. Yuji peine à contrer les attaques de Choso jusqu'à ce que Mechamaru resurgisse et aide Yuji à bâtir un plan. Attirant Choso dans des toilettes inondées, l'eau dissolve le sang externe de celui-ci, l'empêchant d'utiliser son sort à son plein potentiel. Malgré cela, Choso parvient à percer le foie de Yuji, et croyant qu'il mourra de toute façon, celui-ci fait tout pour abattre Choso aussi. Cependant, Choso utilise son sang pour former un bouclier afin de protéger sa poitrine du poing de Yuji, et l'assomme. Choso est sur le point de l'achever, à la déception de Sukuna, quand quelque chose d'inattendu se produit. Des éclairs de souvenirs commencent à inonder l'esprit de Choso de lui et de ses frères qui s'amusent, y compris Yuji. Cette vision le perturbe et Choso s'enfuit. Plus tard, les sœurs Hasaba découvrent un Yuji inconscient. |                                 |                |                        |                       |
| 14 (38) | Oscillations                    | 揺蕩           | Yōtō                   | 27 octobre 2023       |
| [Chapitres 102-106-107-108-109-110-111] – Mei Mei se bat contre le Dieu de la variole qui se sert d'une extension du territoire et parvient à le battre après s'être servi de son frère et de ses corbeaux pour distraire le fléau. Après l'avoir exorcisé, elle se prépare à défier Pseudo-Geto. Ailleurs, Nanami rejoint Maki et Naobito, les informant du sort de Gojo. Ils tombent sur le fléau Dagon, qui passe d'une forme de fœtus à une forme de combat plus puissante. Naobito se sert de son sort, la technique de projection, pour défier le fléau jusqu'à ce qu'il libère son extension du territoire et piège les trois exorcistes à l'intérieur. Nanami et Naobito sont débordés par une vague de shikigami, tandis que Maki esquive de justesse. Megumi entre ensuite dans le territoire et commence un duel de territoires afin de distraire Dagon. Nanami et Naobito survivent aux vagues de monstres tandis que Megumi ouvre une issue pour que le groupe puisse sortir. Cependant, ils sont surpris par l'entrée de Toji dans le territoire. |                                 |                |                        |                       |
| 15 (39) | Oscillations (2)                | 揺蕩-弐-       | Yōtō -Ni-              | 3 novembre 2023       |
| [Chapitres 109-110-111-112] – Après son entrée dans le territoire, Toji prend l'objet maudit de Maki avant de cibler l'adversaire le plus puissant, Dagon. Tout le monde est surpris de la façon dont Toji surpasse le fléau avec sa force et sa vitesse exceptionnelle avant de le tuer, éclatant le territoire. Sans avoir le temps de réagir, Megumi est trainé en dehors du bâtiment par Toji tandis que Jogo, faisant rapidement le deuil de son camarade, brûle sans effort Nanami, Maki et Naobito. Il ressent ensuite la présence de Sukuna et accourt vers les sœurs Hasaba qui donnent un doigt de Sukuna à un Yuji inconscient. Il leur fait peur et donne dix doigts à Yuji. Sukuna se réveille, effrayant Jogo et les sœurs Hasaba par sa simple présence. Sukuna demande aux filles ce qu'elles veulent, celles-ci lui implorent de tuer l'individu qui a dérobé le corps de Geto, lui promettant de lui donner la localisation d'un autre doigt. Ennuyé par leur réclamation, Sukuna les tue toutes les deux avant de s'adresser à Jogo. Celui-ci veut simplement voir Sukuna ressusciter complètement et lui suggère de prendre entièrement le corps de Yuji. Sukuna refuse promptement mais promet à Jogo qu'il rejoindra son groupe, à condition qu'il lui porte un seul coup. |                                 |                |                        |                       |
| 16 (40) | Un coup de tonnerre             | 霹靂           | Hekireki               | 10 novembre 2023      |
| [Chapitres 113-114-115-116] – Megumi combat Toji mais est complètement dépassé par la puissance de son adversaire. Après avoir manqué de s'être fait piéger, Toji se rappelle du moment où il a vendu Megumi au clan Zenin et demande à son adversaire son nom de famille. Lorsqu'il entend le nom "Fushiguro", Toji se suicide, satisfait de voir comment les choses ont tourné. Megumi se prépare à voir Shoko pour être soigné mais est attaqué par Haruta. Pendant ce temps, Kusakabe patrouille dans les rues de Shibuya avec Panda et les deux rencontrent plusieurs des anciens alliés de Geto. Leur combat est cependant interrompu par le duel entre Sukuna et Jogo. Ce dernier déploie toute sa puissance pyrokinétique, ravageant complètement Shibuya ; mais Sukuna est capable d'esquiver chaque attaque de Jogo, tout en contrattaquant avec une incroyable intensité. Il se permet même de jouer avec les exorcistes alentours qui tentent de s'enfuir. Finalement, Sukuna utilise sa technique "Ouverture", qui révèle sa capacité d'utiliser le feu. Il brûle Jogo jusqu'à la mort tandis que celui-ci est réuni avec Dagon et Hanami dans un espace vide, ceux-ci étant prêt à se retrouver dans une prochaine vie. Sukuna complimente Jogo sur sa puissance avant d'être approché par Uraume, un maître des fléaux de son époque d'origine. Pendant ce temps, une créature commence à attaquer Haruta pendant que Megumi est inconscient. |                                 |                |                        |                       |
| 17 (41) | Un coup de tonnerre (2)         | 霹靂-弐-       | Hekireki -Ni-          | 17 novembre 2023      |
| [Chapitres 117-118-119-120] – Acculé par Haruta et sur le point de mourir, Megumi libère sa carte maîtresse, le shikigami ultime de la technique des Dix Ombres, "Makora". Assommé par le seul shikigami qu'aucun utilisateur n'ait parvenu à maîtriser, Megumi tombe dans le coma ; tandis qu'Haruta manque de se faire tuer par Makora, étant sauvé de justesse par Sukuna. Celui-ci reconnaît le rituel dans lequel est enfermé Megumi et le soigne, ayant prévu des plans pour lui, avant de défier Makora pour mettre fin au rituel. Les deux s'affrontent dans un duel qui dévaste Shibuya. Sukuna finit par deviner la capacité de Makora de pouvoir s'adapter à toutes les attaques. Pour le détruire définitivement, Sukuna libère son extension du territoire, l'Autel Démoniaque, qui tranche tout dans un rayon de 140 mètres, annihilant totalement ce qu'il s'y trouve, notamment Makora. Haruta tente de s'échapper mais est également tué, avec la chance accumulée de sa technique qui s'est éteinte après son combat contre Nanami. Voyant que Yuji commence à se réveiller, Sukuna emmène rapidement Megumi en dehors de la ville avant de montrer ce qu'il vient de faire à Yuji. Celui-ci se réveille avec les souvenirs de ce que Sukuna vient de faire et s'écroule en pleurs, culpabilisant pour toutes les victimes de Sukuna. Dans le même temps, un Nanami à moitié brûlé erre dans le métro. |                                 |                |                        |                       |
| 18 (42) | Le bien et le mal               | 理非           | Rihi                   | 24 novembre 2023      |
| [Chapitres 120-121-122] – Nanami, tenant à peine debout, est confronté par un groupe d'humains altérés et se sert de ses dernières forces pour les combattre. Après les avoir vaincu, il est approché par Mahito qui touche le dos de Nanami, prêt à utiliser l'altération absolue sur lui. Nanami repense à ses choix de vie et se demande si ça valait le coup quand il voit une image de Haibara qui pointe Yuji, qui s'est précipité à sa rencontre. Nanami dit à Yuji qu'il lui confie la suite alors qu'il est tué. Un Yuji enragé affronte Mahito et les deux échangent des coups partout dans le métro, avec Mahito qui profite de l'instabilité émotionnelle de Yuji pour rentrer dans sa tête. Pendant ce temps, un double de Mahito que celui-ci a créé plus tôt rencontre Nobara dans la rue. Lorsque celle-ci le défie, Mahito prévoit de se servir d'elle pour faire plonger Yuji dans le désespoir. |                                 |                |                        |                       |
| 19 (43) | Le bien et le mal (2)           | 理非-弐-       | Rihi -Ni-              | 1er décembre 2023     |
| [Chapitres 123-124-125] – Après qu'Akari ait été mise en sécurité, Nobara entre de nouveau dans le rideau, ne voulant pas rester à l'écart tandis que les autres sont en train de se battre. Elle se bat contre le double de Mahito, incapable d'utiliser l'altération absolue. Le fléau se rend compte que la capacité de Nobara est le contre parfait pour Mahito, capable de blesser à la fois le double et le corps principal qui se bat contre Yuji. Incapable de gérer la capacité de Nobara tout en se battant avec Yuji, Mahito échange d'adversaire avec son double et touche Nobara au visage. Celle-ci repense à son passé dans son village, s'étant lié d'amitié avec une fille nommée Fumi et idolâtrant Saori, plus âgée, tandis que cette dernière est mal vue par les autres villageois. Le jour où elle est partie pour Tokyo, Nobara a promis à Fumi qu'elles et Saori se retrouveront un jour. Ailleurs dans le présent, Saori réfléchit à ses interactions précédentes avec les filles. Alors qu'elle voit tous ses vieux amis dans un vide blanc de chaises vides, Nobara dit à Yuji que sa vie n'était pas mauvaise, alors que le côté gauche de son visage explose, et que son corps est apparemment mort sur le sol, ce qui plonge Yuji dans le désespoir. |                                 |                |                        |                       |
| 20 (44) | Le bien et le mal (3)           | 理非-参-       | Rihi -San-             | 8 décembre 2023       |
| [Chapitres 126-127-128-133] – Yuji est paralysé de désespoir en voyant le corps de Nobara apparemment morte sur le sol. Mahito profite de l'ouverture pour attaquer Yuji avec un "Rayon Noir", tout en le méprisant. Yuji est sauvé par Todo qui lui fait un discours de motivation pendant que ses blessures sont soignées par Arata Nitta, le frère d'Akari. Arata tente également de soigner Nobara, disant à Yuji qu'il y a peut-être une chance que celle-ci puisse s'en sortir. Todo commence à combattre Mahito et, après s'être remotivé, Yuji rejoint l'affrontement. Pendant ce temps, les autres élèves de Kyoto rejoignent Shibuya. Miwa parle à la marionnette de Mechamaru et devient contrariée par le fait que Mechamaru manipule les faits pour les "protéger", croyant qu'il les considère comme faibles. Avant qu'il ne disparaisse, Mechamaru raconte à Miwa comment il voulait protéger la fille qu'il aimait quoi qu'il arrive, et espère qu'elle sera heureuse, alors qu'elle fond en larmes. L'affrontement entre Yuji, Todo et Mahito continue. La technique de Todo, avec la précédente intervention de Nobara, se montre particulièrement dangereuse pour Mahito. Après que Todo frappe Mahito avec un Rayon Noir, le fléau lâche une horde d'humains altérés, ramenant le combat à la surface. |                                 |                |                        |                       |
| 21 (45) | Métamorphose                    | 変身           | Henshin                | 15 décembre 2023      |
| [Chapitres 129-130-131-132] – Yuji et Todo continuent leur affrontement contre Mahito. Le fléau crée de puissants humains altérés afin de tenir Todo à l'écart. Mais celui-ci arrive à les vaincre et à rejoindre de nouveau Yuji. Prenant exemple sur Gojo, Mahito libère son extension du territoire pendant 0,2 secondes afin d'échapper aux représailles de Sukuna tout en touchant Todo avec succès. Todo se tranche la main avant d'être trop atteint par l'altération. Son médaillon distrait assez longtemps Mahito pour frapper la main du fléau avec sa technique, permettant à Yuji de le frapper avec un Rayon Noir. Cependant, Mahito découvre la véritable forme de son âme et utilise l'Altération Absolue sur lui-même, lui permettant de se transformer. Sa nouvelle forme possède une peau plus solide que celle de Choso et Yuji prépare un nouveau Rayon Noir. Todo distrait une nouvelle fois Mahito en lui faisant croire qu'il peut encore utiliser son sort alors qu'il ne fonctionne plus ; cela permet à Yuji de frapper Mahito avec son Rayon Noir, détruisant la nouvelle forme de Mahito qui reprend son apparence normale. Acculé et à court d'humains altérés, Mahito tente de fuir avec difficulté tandis que Yuji le poursuit froidement. Mais avant que Yuji ne puisse l'exorciser, Pseudo-Geto apparaît devant Mahito, lui proposant son aide. |                                 |                |                        |                       |
| 22 (46) | Métamorphose (2)                | 変身-弐-       | Henshin -Ni-           | 22 décembre 2023      |
| [Chapitres 133-134-135] – Panda sauve Kusakabe de la destruction de Shibuya tandis que Mei Mei a fui en Malaisie avec son frère Ui Ui et se prépare à vendre ses actions au Japon. Après s'être servi de ses fléaux pour incapaciter Yuji, Pseudo-Geto absorbe Mahito et utilise Uzumaki afin de s'emparer de son sort inné. Les élèves de Kyoto arrivent en renfort mais sont incapables d'atteindre Pseudo-Geto. Quand Miwa tente de le trancher, celui-ci casse son katana avant de l'attaquer avec Uzumaki mais celle-ci est sauvée par Kusakabe, rejoint par Utahime et Choso. Ce dernier devine que Pseudo-Geto est en réalité l'homme qui a expérimenté sur lui par le passé, Noritoshi Kamo, considéré comme l'exorciste le plus maléfique de l'histoire. Pseudo-Geto affirme que Kamo n'est que l'une des identités qu'il a empruntées au fil des siècles. Choso réalise que Yuji est apparemment son frère et défie Pseudo-Geto pour se venger. Choso n'est cependant pas de taille face à Pseudo-Geto et, lorsque les autres exorcistes tentent d'intervenir, Uraume intervient et utilise un sort de glace pour les paralyser. Alors qu'il s'apprête à achever tout le monde excepté Yuji, Yuki Tsukumo fait son apparition. |                                 |                |                        |                       |
| 23 (47) | Le drame de Shibuya - Fermeture | 渋谷事変 閉門  | Shibuya Jihen – Heimon | 29 décembre 2023      |
| [Chapitres 136-137-138-139] – Yuki confronte Pseudo-Geto à propos de leurs idéologies distinctes. L'une a pour projet d'éradiquer l'énergie occulte tandis que l'autre a pour but de l'optimiser. Pseudo-Geto utilise l'Altération Absolue dérobée à Mahito qui agit sur deux sortes de non-exorcistes ; ceux qui ont consommé un objet maudit comme Yuji et ceux avec des sorts innés latents comme Junpei sont transformés en exorcistes. Parmi eux se trouve Tsumiki Fushiguro. La glace d'Uraume fond à cause du poison présent dans le sang de Choso mais Pseudo-Geto libère une horde de fléaux pour couvrir leur fuite, disant à Yuji qu'il attend beaucoup de lui et à Sukuna qu'il va ramener le monde tel qu'il l'était lors de l'ère Heian. Après l'incident, plusieurs personnes dans le pays réagissent à la mystérieuse attaque survenue à Shibuya tandis que le gouvernement hésite à révéler publiquement l'existence de l'énergie occulte au fur et à mesure que les fléaux envahissent les rues. Par ailleurs, les dirigeants de l'exorcisme déclarent Gojo complice de l'incident, condamnent le principal Yaga à mort et restaurent la peine de mort de Yuji, nommant Yuta Okkotsu comme son bourreau. |                                 |                |                        |                       |